# 苏格兰藁本
苏格兰藁本（学名：Ligusticum scoticum；英语：Scots lovage、Scottish licorice-root）是藁本属的模式种，是一种多年生草本植物，分布于欧洲北部及北美洲东北部沿海，高可达60（24英寸），其叶子可以食用，英国人曾有食用它的习惯，味道和欧芹相似，但英国人并非用它做调味料，而是用来治疗坏血病。